# Bob et Bobette : Les Diables du Texas
Pour les articles homonymes, voir Bob et Bobette (homonymie).
Pour plus de détails, voir Fiche technique et Distribution.
Bob et Bobette : Les Diables du Texas (Suske en Wiske: De Texas rakkers) est un film d'animation belge sorti en 2009, tiré de l'album de la série Bob et Bobette : Les Diables du Texas.

## Synopsis
Depuis son quartier général caché dans une mine abandonnée du Texas, le bandit masqué Jim Parasite a pour projet machiavélique de rétrécir la population mondiale à l’aide d’une poudre magique indienne. Son but : devenir « le plus grand » ! Pour ce faire, la bande de Jim Parasite a capturé les Texas Rangers de Dark City et le bandit les a rétrécis à l’aide de sa poudre magique. Les Rangers se retrouvent ainsi enfermés dans des bouteilles de whisky vides. Heureusement, Ranger Tom parvient à se faufiler dans une caisse remplie de whisky juste avant qu’elle ne soit scellée et expédiée vers l’Europe. C’est précisément cette caisse qu’achète Lambique. Nos amis découvrent le minuscule « Texas Ranger », qui les informe des plans maléfiques de Jim Parasite. La ville de Dark City a besoin de leur aide ! Alors que le Professeur Barabas décide de rester pour trouver un remède au « petit problème de taille » du Ranger, Bob, Bobette, Lambique, Jérôme et Tante Sidonie se mettent en route pour le Texas, prêts à en découdre avec Jim Parasite et sa bande.

## Fiche technique
- Titre : Bob et Bobette : Les Diables du Texas
- Titre original : Suske en Wiske: De Texas rakkers
- Réalisation : Wim Bien et Mark Mertens
- Scénario : Guy Mortier, Dirk Nielandt et Eric Wirix d'après la bande dessinée de Willy Vandersteen
- Musique : Ian Marien, Florentijn Bos, Paolo Finotto, Koen Maenhout et Petro van Leeuwen
- Production : Jan Theys et Eric Wirix
- Société de production : Skyline Entertainment, CoBo Fonds, AVRO, Studio Vandersteen, Standaard Uitgeverij, Cotoon Studio et Luxanimation
- Pays :  Belgique,  Luxembourg et  Pays-Bas
- Genre : Animation, aventure, comédie, western et fantastique
- Format : Couleur - son Dolby SR - rapport de forme : 2.35 : 1
- Durée : 80 minutes
- Dates de sortie : 
  - Belgique : 21 juillet 2009
  - France : 2 novembre 2011 (DVD)

## Distribution
- François Damiens : le shérif
- Alexandre Crépet : Bob
- Maurane : tante Sidonie
- Alain Soreil : Lambique
- Circé Lethem : Bobette
- Jean-Charles De Keyser : Jérôme